# Marijn Vandewalle
Marijn Vandewalle (29 maart 1993) is een Belgisch voetballer die bij voorkeur als aanvaller speelt. Hij verruilde in juli 2014 KFC Izegem voor KSV Roeselare

## Clubcarrière
Vandewalle tekende op 8 juli 2012 een contract bij Eendracht Aalst, dat hem overnam van Club Brugge. Hij debuteerde tijdens het seizoen 2012/2013 in de tweede klasse. Hij speelde 22 competitiewedstrijden in zijn eerste seizoen, waarin hij driemaal kon scoren. Hij mocht tienmaal in de basiself beginnen en viel twaalf keer in.
Na het seizoen 2013/2014 tekende Vandewalle een contract voor twee jaar met optie bij de toenmalige tweedeklasser KSV Roeselare.

## Statistieken
| Seizoen | Club            | Competitie    | Wedstrijden | Doelpunten |
| ------- | --------------- | ------------- | ----------- | ---------- |
| 2012/13 | Eendracht Aalst | Tweede klasse | 22          | 3          |
| 2013/14 | KFC Izegem      | Derde klasse  | 39          | 14         |
| 2014/15 | KSV Roeselare   | Tweede klasse | 3           | 0          |